# بخش مرکزی شهرستان زاهدان
بخش مرکزی شهرستان زاهدان یکی از بخش‌های شهرستان زاهدان در استان سیستان و بلوچستان ایران است.این بخش حوزه انتخابیه زاهدان را تشکیل می دهد و از معدود بخش هائی است که یک حوزه انتخابیه تشکیل می دهد،قابل ذکر است که این بخش ۲ نماینده دارد.

## تقسیمات کشوری
- بخش مرکزی شهرستان زاهدان
  - دهستان چشمه زیارت
  - دهستان حرمک

شهرها: زاهدان

## جمعیت
بنابر سرشماری مرکز آمار ایران، جمعیت بخش مرکزی شهرستان زاهدان در سال ۱۳۸۵ برابر با ۵۹۳۱۹۰ نفر بوده‌است.